# Eleição presidencial da Rússia em 2024

Logo da eleição

A eleição presidencial da Rússia em 2024 foi realizada entre os dias 15 a 17 de março de 2024, e tiveram como vencedor Vladimir Putin. Esta foi a oitava eleição presidencial no país. Se nenhum candidato tivesse mais da metade dos votos, um segundo turno ocorrerá exatamente três semanas depois, em 7 de abril de 2024. O vencedor está programado para ser inaugurado em 7 de maio de 2024. 15 indivíduos (seis candidatos autonomeados (independentes) e nove representantes de partidos) apresentaram documentos à Comissão Central Eleitoral para se registrarem como candidatos.
Em Novembro de 2023, o antigo membro da Duma Estatal Boris Nadezhdin tornou-se a primeira pessoa apoiada por um partido político registrado a anunciar a sua candidatura, concorrendo com uma plataforma antiguerra. Ele foi seguido pelo candidato independente e em exercício Vladimir Putin em dezembro de 2023, que é elegível para buscar a reeleição como resultado das emendas constitucionais de 2020. Mais tarde, no mesmo mês, Leonid Slutsky do LDPR, Nikolay Kharitonov do Partido Comunista, Vladislav Davankov do New People e outros anunciaram as suas candidaturas.
Como foi o caso nas eleições presidenciais de 2018, o membro mais proeminente da oposição russa, Alexei Navalny, morto em fevereiro de 2024, estava impedido de concorrer devido a uma condenação criminal anterior e, antes de sua morte, esperava-se que ele permanecesse preso durante as eleições. Os processos criminais contra Navalny foram amplamente considerados como tendo motivação política. Como resultado, muitos observadores, especialmente nos países ocidentais, não esperam que as eleições sejam livres ou justas. Em vez disso, esperam que o processo eleitoral seja dominado por Putin, que tem sido acusado de aumentar a repressão política desde o lançamento da sua guerra em grande escala com a Ucrânia em 2022.
Segundo pesquisas de boca de urna, Putin venceu por quase 88% dos votos como esperado, assim colocando Putin, como o Líder com o maior tempo no poder na Rússia, até ultrapassando o ditador Soviético Josef Stalin. Espera que Putin cumpra seu 4º mandato até 2030.

## Elegibilidade
De acordo com a cláusula 3 do artigo 81 da Constituição da Rússia, antes da revisão constitucional de 2020, a mesma pessoa não poderia ocupar a posição de Presidente da Federação Russa por mais de dois mandatos consecutivos, o que permitiu que Vladimir Putin se tornasse presidente em 2012 para um terceiro mandato não consecutivo aos seus mandatos anteriores. A reforma constitucional estabeleceu um limite rígido de dois mandatos no total. No entanto, os mandatos servidos antes da revisão constitucional não contam, o que dá a Vladimir Putin a elegibilidade para mais dois mandatos presidenciais até 2036.
De acordo com a nova versão da Constituição, os candidatos à presidência devem:
- Ter no mínimo 35 anos de idade (o requisito não mudou);
- Ser residente na Rússia por pelo menos 25 anos (anteriormente 10 anos);
- Não ter cidadania estrangeira ou permissão de residência em um país estrangeiro, nem no momento da eleição nem em qualquer momento antes (novo requisito).

## Candidatos
Os indivíduos abaixo aparecerão na cédula eleitoral.
| Nome, idade, partido político                 | Nome, idade, partido político | Nome, idade, partido político | Experiência                                                                                                | Naturalidade   | Campanha  | Detalhes | Data de registro   |
| --------------------------------------------- | ----------------------------- | ----------------------------- | --- | -------------- | --------- | --- | ------------------ |
| Vladislav Davankov (40) Novas Pessoas         |                               |                               | Membro da Duma Federal (2021–presente)                                                                     | Smolensk       | (Website) | Davankov foi indicado por seu partido em dezembro de 2023 durante o congresso do partido. Ele também foi apoiado pelo Partido do Crescimento, que anunciou que se fundiria com Novas Pessoas. Davankov entregou os documentos para participar da eleição em 25 de dezembro de 2023 e 1 de janeiro de 2024. | 5 de janeiro 2024  |
| Vladimir Putin (71) Independente              |                               |                               | Atual Presidente da Rússia (2000–2008 e 2012–presente) Primeiro-ministro da Rússia (1999–2000 e 2008–2012) | São Petesburgo | (Website) | Durante uma cerimônia de premiação de soldados em dezembro de 2023, Putin anunciou que participaria da eleição. Ele é apoiado por Rússia Unida e Uma Rússia Justa – Pela Verdade, entre outros. Putin entregou os documentos para participar da eleição em 18 de dezembro de 2023, os quais foram registrados em 20 de dezembro. A CEC analisou 60 000 assinaturas das 315 000 submetidas por Putin e constatou que apenas 91 (0,15%) eram inválidas, o que está significativamente abaixo do limite de 5%. | 29 de janeiro 2024 |
| Leonid Slutsky (56) Partido Liberal Democrata |                               |                               | Líder do Partido Liberal Democrático da Rússia (2022–presente) Membro da Duma Federal (1999–presente)      | Moscou         | (Website) | Slutsky foi indicado por seu partido em dezembro de 2023 durante o congresso do partido. Ele entregou os documentos à CEC em 25 de dezembro de 2023 e 1 de janeiro de 2024. | 5 de janeiro 2024  |
| Nikolay Kharitonov (75) Partido Comunista     |                               |                               | Membro da Duma Federal (1993–presente)                                                                     | Rezino         |           | Kharitonov foi indicado por seu partido em dezembro de 2023 durante o congresso do partido. Ele já havia concorrido na eleição presidencial de 2004 e ficou em segundo lugar com 13,7% dos votos. Kharitonov entregou os documentos para participar da eleição em 27 de dezembro de 2023 e 3 de janeiro de 2024. | 9 de janeiro 2024  |

## Pesquisas de opinião

| Datas de amostra    | Empresa de pesquisa                                                    |                                                                        |                                                                        |                                                                        |                                                                        |                                                                        | Outros                                                                 | Indecisos                                                              | Abstenção                                                              |                                                                        |
| Datas de amostra    | Empresa de pesquisa                                                    | Putin                                                                  | Nadezhdin                                                              | Kharitonov                                                             | Slutsky                                                                | Davankov                                                               | Outros                                                                 | Indecisos                                                              | Abstenção                                                              |                                                                        |
| ------------------- | ---------------------------------------------------------------------- | ---------------------------------------------------------------------- | ---------------------------------------------------------------------- | ---------------------------------------------------------------------- | ---------------------------------------------------------------------- | ---------------------------------------------------------------------- | ---------------------------------------------------------------------- | ---------------------------------------------------------------------- | ---------------------------------------------------------------------- | ---------------------------------------------------------------------- |
| Datas de amostra    | Empresa de pesquisa                                                    |                                                                        |                                                                        |                                                                        |                                                                        |                                                                        | Outros                                                                 | Indecisos                                                              | Abstenção                                                              |                                                                        |
| 6-10 Mar 2024       | IRPZ                                                                   | 55.9%                                                                  | Rejeitado                                                              | 5,2%                                                                   | 3,2%                                                                   | 9,1%                                                                   | 3,1%                                                                   | 19,5%                                                                  | 4%                                                                     |                                                                        |
| 6-10 Mar 2024       | CIPKR                                                                  | 55%                                                                    | Rejeitado                                                              | 5%                                                                     | 4%                                                                     | 4%                                                                     | 1%                                                                     |                                                                        | 30%                                                                    |                                                                        |
| 4-6 Mar 2024        | FOM                                                                    | 56%                                                                    | Rejeitado                                                              | 4%                                                                     | 4%                                                                     | 3%                                                                     | 3%                                                                     |                                                                        | 30%                                                                    |                                                                        |
| 4 Mar 2024          | VCIOM                                                                  | 56.2%                                                                  | Rejeitado                                                              | 3%                                                                     | 2,25%                                                                  | 4,5%                                                                   |                                                                        |                                                                        | 25%                                                                    |                                                                        |
| 1-5 Mar 2024        | ExtremeScan                                                            | 57%                                                                    | Rejeitado                                                              | 3%                                                                     | 1%                                                                     | 3%                                                                     | 2%                                                                     | 22%                                                                    | 12%                                                                    |                                                                        |
| 1-5 Mar 2024        | CIPKR                                                                  | 61 %                                                                   | Rejeitado                                                              | 6%                                                                     | 3%                                                                     | 5%                                                                     | 6%                                                                     | 4%                                                                     | 15%                                                                    |                                                                        |
| 26 Fev - 5 mar 2024 | IRPZ                                                                   | 56.2%                                                                  | Rejeitado                                                              | 3,2%                                                                   | 2%                                                                     | 5,6%                                                                   | 1,5%                                                                   | 31%                                                                    | 0,1%                                                                   |                                                                        |
| 1-4 Mar 2024        | Russian Field                                                          | 66%                                                                    | Rejeitado                                                              | 5%                                                                     | 4%                                                                     | 6%                                                                     | 0,4%                                                                   | 5%                                                                     | 14%                                                                    |                                                                        |
| 2-3 Mar 2024        | VCIOM                                                                  | 60%                                                                    | Rejeitado                                                              | 3%                                                                     | 2%                                                                     | 5%                                                                     | 2%                                                                     | 17%                                                                    | 11%                                                                    |                                                                        |
| 10-18 Fev 2024      | CIPKR                                                                  | 62%                                                                    | Rejeitado                                                              | 6%                                                                     | 3%                                                                     | 4%                                                                     | 7%                                                                     | 5%                                                                     | 13%                                                                    |                                                                        |
| 16 Fev 2024         | Alexei Navalny morre enquanto cumpre uma pena de prisão de 19 anos     | Alexei Navalny morre enquanto cumpre uma pena de prisão de 19 anos     | Alexei Navalny morre enquanto cumpre uma pena de prisão de 19 anos     | Alexei Navalny morre enquanto cumpre uma pena de prisão de 19 anos     | Alexei Navalny morre enquanto cumpre uma pena de prisão de 19 anos     | Alexei Navalny morre enquanto cumpre uma pena de prisão de 19 anos     | Alexei Navalny morre enquanto cumpre uma pena de prisão de 19 anos     | Alexei Navalny morre enquanto cumpre uma pena de prisão de 19 anos     | Alexei Navalny morre enquanto cumpre uma pena de prisão de 19 anos     | Alexei Navalny morre enquanto cumpre uma pena de prisão de 19 anos     |
| 15 Fev 2024         | VCIOM                                                                  | 61%                                                                    | Rejeitado                                                              | 3%                                                                     | 2%                                                                     | 3%                                                                     | 2%                                                                     | 17%                                                                    | 13%                                                                    |                                                                        |
| 14 Fev 2024         | VCIOM                                                                  | 64%                                                                    | Rejeitado                                                              | 4%                                                                     | 3%                                                                     | 5%                                                                     | 2%                                                                     | 2%                                                                     | 2%                                                                     |                                                                        |
| 9-11 Fev 2024       | FOM                                                                    | 74%                                                                    | Rejeitado                                                              | 3%                                                                     | 3%                                                                     | 2%                                                                     | 1%                                                                     | 10%                                                                    | 5%                                                                     |                                                                        |
| 8 Fev 2024          | VCIOM                                                                  | 57%                                                                    | Rejeitado                                                              | 3%                                                                     | 3%                                                                     | 4%                                                                     | 2%                                                                     | 18%                                                                    | 14%                                                                    |                                                                        |
| 8 Fev 2024          | Comissão Eleitoral Central proíbe Nadezhdin de participar das eleições | Comissão Eleitoral Central proíbe Nadezhdin de participar das eleições | Comissão Eleitoral Central proíbe Nadezhdin de participar das eleições | Comissão Eleitoral Central proíbe Nadezhdin de participar das eleições | Comissão Eleitoral Central proíbe Nadezhdin de participar das eleições | Comissão Eleitoral Central proíbe Nadezhdin de participar das eleições | Comissão Eleitoral Central proíbe Nadezhdin de participar das eleições | Comissão Eleitoral Central proíbe Nadezhdin de participar das eleições | Comissão Eleitoral Central proíbe Nadezhdin de participar das eleições | Comissão Eleitoral Central proíbe Nadezhdin de participar das eleições |
| 1–7 Fev 2024        | ExtremeScan                                                            | 63%                                                                    | 6%                                                                     | —                                                                      | —                                                                      | —                                                                      | 8%                                                                     | 12%                                                                    | 11%                                                                    |                                                                        |
| 27–30 Jan 2024      | Russian Field                                                          | 62.2%                                                                  | 7.8%                                                                   | 2,3%                                                                   | 1,9%                                                                   | 1,0%                                                                   | 2,5%                                                                   | 7,8%                                                                   | 12,8%                                                                  |                                                                        |
| 25–30 Jan 2024      | ExtremeScan                                                            | 61%                                                                    | 6%                                                                     | 2%                                                                     | 1%                                                                     | —                                                                      | 2%                                                                     | 17%                                                                    | 11%                                                                    |                                                                        |
| 11–28 Jan 2024      | CIPKR                                                                  | 60%                                                                    | 7%                                                                     | 4%                                                                     | 3%                                                                     | 0.3%                                                                   | 3%                                                                     | 7%                                                                     | 15%                                                                    |                                                                        |

Em 17 de março de 2024, de acordo com a pesquisa de saída do VCIOM: Vladimir Putin 87% (10% a mais que em 2018), Nikolai Kharitonov 4,6%, Vladislav Davankov 4,2% e Leonid Slutsky 3%. Cédulas inválidas 1,2%.

## Resultados
| Candidato               | Candidato               | Partido                   | Votos      | %     |
| ----------------------- | ----------------------- | ------------------------- | ---------- | ----- |
|                         | Vladimir Putin          | Independente              | 76 277 708 | 88,48 |
|                         | Nikolay Kharitonov      | Partido Comunista         | 3 768 470  | 4,37  |
|                         | Vladislav Davankov      | Novas Pessoas             | 3 362 484  | 3,90  |
|                         | Leonid Slutsky          | Partido Liberal Democrata | 2 795 629  | 3,24  |
| Cédulas válidas         | Cédulas válidas         | Cédulas válidas           | 86 204 291 | 100   |
| Cédulas inválidas       | Cédulas inválidas       | Cédulas inválidas         | 1 193 278  | 1,37  |
| Eleitorado/Participação | Eleitorado/Participação | Eleitorado/Participação   | 87 576 075 | 77,49 |